# Bob Inglis
Robert Durden Inglis , Sr., detto Bob (Savannah, 11 ottobre 1959), è un politico e avvocato statunitense, membro della Camera dei Rappresentanti per lo stato della Carolina del Sud dal 1993 al 1999 e poi nuovamente dal 2005 al 2011.

## Biografia
Nato in Georgia in una famiglia di origini scozzesi, Inglis crebbe nella Carolina del Sud. Dopo essersi laureato in legge, intraprese la professione di avvocato e svolse questo mestiere per molti anni.
Nel 1992, pur non avendo mai ricoperto incarichi politici, Inglis decise di candidarsi alla Camera dei Rappresentanti come repubblicano e riuscì a sconfiggere di misura la deputata democratica in carica Liz J. Patterson. Venne rieletto sia nel 1994 che nel 1996, ma nel 1998 lasciò il seggio per candidarsi infruttuosamente al Senato.
Dopo la sconfitta, Inglis tornò a svolgere la professione di avvocato finché nel 2004 decise di ricandidarsi per il suo vecchio seggio alla Camera e venne eletto. Fu riconfermato nel 2006 e nel 2008, ma nel 2010 dovette affrontare delle primarie molto combattute: fra gli avversari, infatti, c'era l'esponente del Tea Party Trey Gowdy, il quale attaccò duramente Inglis accusandolo di essere troppo moderato e riuscì a sconfiggerlo con ampio margine. Dopo aver sconfitto Inglis, Gowdy vinse anche le elezioni generali e divenne deputato. È noto per aver abbandonato le sue originarie posizioni di negazione del riscaldamento globale, diventando anzi una sorta di attivista in campo repubblicano.